# Clima a Catalunya per comarques

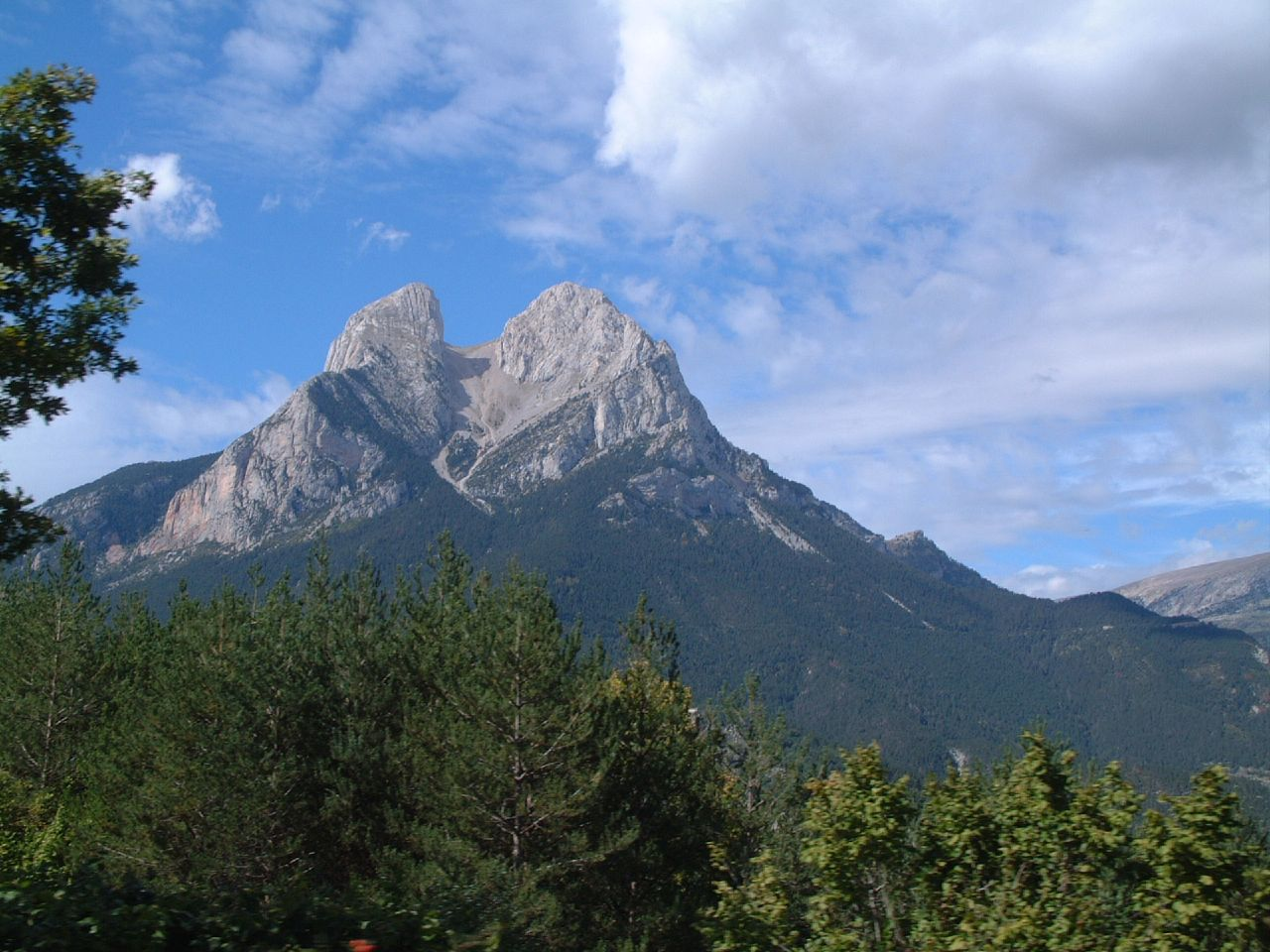
Pedraforca

El clima a Catalunya per comarques ha estat estudiat pel Servei Meteorològic de Catalunya a partir de sèries de dades meteorològiques de dels triennis de referència 1961-1990 i/o 1971-2000 o altres sèries climàtiques corresponents. 24 comarques disposen com a mínim d'una sèrie climàtica d'un dels dos períodes de referència.

## Alt Camp
El clima de l'Alt Camp és Mediterrani Litoral Sud i Mediterrani Prelitoral Sud a les parts més elevades. La precipitació mitjana anual volta els 500 a 550 mm al sector central de la comarca, mentre que als indrets propers a la serralada del Montsant, a l'oest, i les serralades del Montmell i Montagut, a l'est, els valors augmenten fins als 650 o 700 mm. L'estació més plujosa de l'any és la tardor, seguida de la primavera, mentre que les seques són l'hivern i l'estiu, amb registres mitjans força semblants. La temperatura mitjana anual està compresa entre els 15 i 16 °C. En concret, a l'hivern es mouen al voltant dels 8 °C i a l'estiu dels 23, essent, en ambdós casos, més baixes a muntanya.

## Alt Empordà
Segons les dades del 1971 al 2000 el clima de l'Alt Empordà és Mediterrani Litoral Nord a la part oriental de la comarca, Mediterrani Prelitoral Nord a la zona central i Mediterrani Prepirinenc Oriental a l'extrem més occidental. La distribució de la precipitació és irregular, amb un total anual escàs. Es distingeixen tres règims pluviomètrics diferents: THPE a la part occidental nord de la comarca, TPHE a la part occidental sud i PTEH a la zona muntanyosa. Referent al règim tèrmic, els hiverns són moderats i els estius són calorosos. El període lliure de glaçades comprèn els mesos de maig a setembre.

## Alt Penedès
El clima de l'Alt Penedès és Mediterrani de tipus Litoral Sud a bona part de la comarca, tot i que a les serres del nord és de tipus Prelitoral Sud i Central. La precipitació mitjana anual volta els 550 mm a bona part de la comarca, assolint-se valors de fins a 650 mm a l'àrea de l'Ordal i la serra d'Ancosa. El màxim sol donar-se a la tardor i el mínim a l'estiu. Tèrmicament els hiverns són moderats, amb mitjanes de 6 °C a 8 °C, i els estius calorosos, amb mitjanes de 23 °C a 24 °C, comportant una amplitud tèrmica anual alta. No hi glaça de maig a octubre.

## Alt Urgell
Amb les dades del 1971 al 2000, el clima de l'Alt Urgell és Mediterrani Pirinenc Occidental a l'extrem nord, Mediterrani Prepirinec Occidental a gran part de la comarca i Mediterrani Continental Sec a l'extrem sud. La distribució de la precipitació és irregular amb un total anual escàs i amb diferents règims pluviomètrics segons la zona. Al sud de la comarca el règim és PTEH, a la zona central és EPTH i al nord és ETPH. El règim tèrmic es caracteritza per tenir estius calorosos, excepte a les parts més elevades on són frescos i els hiverns són freds. El període lliure de glaçades comprèn els mesos d'estiu.

## Alta Ribagorça
Amb les dades del 1961 al 1990 el clima de l'Alta Ribagorça és Mediterrani Pirinenc Occidental, amb característiques continentals a la vall de la Noguera Ribagorçana degut a la seva situació entre els Pirineus axials i el Prepirineu. La distribució de la precipitació és regular sense cap mes sec, si bé es diferencien tres règims pluviomètrics: TPEH al municipi del Pont de Suert, ETPH a la Vall de Boí i PTEH a Vilaller. La precipitació és en forma de pluja i neu a l'hivern i amb un total anual abundant. El règim tèrmic es caracteritza per estius frescos i hiverns freds sobretot en les zones de l'interior, amb una amplitud tèrmica alta. El període lliure de glaçades comprèn els dos mesos d'estiu de juliol i agost.

## Anoia
El clima de l'Anoia és Mediterrani Continental subhumit, i de tipus Prelitoral Central al sector Prelitoral. La precipitació mitjana anual oscil·la entre els 550 mm al nord fins als 650 mm a l'àrea de Montserrat i la serra d'Ancosa. Les estacions plujoses són les equinoccials i les seques són l'hivern i l'estiu. De fet, els hiverns són freds a bona part de la comarca, amb mitjanes d'uns 6 °C, i molt freds al nord amb mitjanes de 3 °C. Els estius són calorosos, entre 22 °C i 24 °C de mitjana, causant una amplitud tèrmica anual elevada. No hi glaça de juny a setembre.

## Bages
Amb les dades del 1971 al 2000 gran part de la comarca té clima Mediterrani Continental Subhumit, amb precipitació mitjana anual al voltant dels 600 mm i una temperatura mitjana de 12 °C a 14 °C. En zones elevades, com són el massís de Montserrat o la serra de l'Obac, la pluviositat augmenta i la temperatura és lleugerament més baixa. El règim pluviomètric mostra un mínim hivernal i màxims a la primavera i a la tardor. Pel que fa a la temperatura, els hiverns són freds a tota la comarca i els estius calorosos, especialment a les zones més baixes. L'amplitud tèrmica anual és alta, de fins a 20 °C, i el període lliure de glaçades va de juny a octubre.

## Baix Camp
El clima del Baix Camp és Mediterrani Litoral Sud i Mediterrani Prelitoral Sud a la zona muntanyosa. Aquesta variabilitat climàtica és deguda a les diferències d'altitud i a la presència del mar. La distribució de la precipitació és irregular i amb un total anual escàs. Si bé, cal destacar la presència de neu a les cotes més elevades a la tardor i a l'hivern. L'estació més plujosa és la tardor, per contra l'estiu és molt sec, amb un període àrid els mesos de juny i juliol. El règim tèrmic es caracteritza per estius calorosos i hiverns moderats excepte a la costa, on l'efecte termorregulador del mar fa que les temperatures siguin suaus durant tot l'any, i a les zones muntanyoses els hiverns siguin freds. El període lluire de glaçades és des de l'abril fins a l'octubre. Aquesta anàlisi es fa a partir de les dades del 1971 al 2000.

## Baix Ebre
El clima del Baix Ebre és Mediterrani de tipus Litoral Sud, excepte a l'àrea dels Ports de Beseit on és de tipus Prelitoral Sud. La precipitació mitjana anual varia entre els 550 mm i 600 mm a bona part de la comarca, si bé, als Ports arriba als 900 mm. Els màxims es donen a la tardor i els mínims a l'estiu, sobretot a la costa. Els hiverns són freds a muntanya i suaus al Delta de l'Ebre, amb mitjanes que oscil·len entre els 5 °C i 11 °C, donant-se els valors més baixos a muntanya, i els estius calorosos, entre 20 °C i 25 °C, comportant una amplitud tèrmica anual mitjana. Aquesta anàlisi es fa a partir de les dades del 1971 al 2000.

## Baix Empordà
El clima del Baix Empordà és Mediterrani Litoral Nord, si bé localment a l'interior té característiques d'un clima Mediterrani Prelitoral Nord. La distribució de la precipitació és bastant regular al llarg de tot l'any, tot i que hi ha un màxim força destacat a la tardor, amb un total anual escàs. El règim tèrmic a l'estiu és relativament calorós, mentre que a l'hivern és moderat, essent gairebé suau a la costa nord. Així, l'amplitud tèrmica anual és baixa. Només es consideren àrids els mesos de juliol i agost. A més, el període amb probabilitat de glaçades només queda comprès entre els mesos de novembre i març. Aquesta anàlisi es fa a partir de les dades del 1971 al 2000.

## Baix Llobregat
Trobem diferents trets climàtics a la comarca del Baix Llobregat: a la zona costanera destaca un clima Mediterrani Litoral Nord, a l'interior un clima Mediterrani Prelitoral Central i a la zona del Parc del Garraf un clima Mediterrani Litoral Sud. El total anual és escàs amb una distribució de la precipitació bastant regular al llarg de l'any, els valors màxims es registren a la tardor i destaca el juliol com a mes sec. El règim tèrmic a l'estiu és calorós i a l'hivern moderat, amb una amplitud tèrmica anual moderada a la costa i elevada a l'interior. El període lliure de glaçades comprèn els mesos d'abril a octubre. Aquesta anàlisi es fa a partir de les dades del 1971 al 2000.

## Baix Penedès
El clima del Baix Penedès és Mediterrani de tipus Litoral Sud, excepte al Montmell on és de tipus Prelitoral Sud. La precipitació mitjana anual està entre els 550 mm i 650 mm, registrant-se els òptims a l'àrea del Montmell. Els màxims es donen clarament a la tardor i els mínims a l'hivern i a l'estiu. Tèrmicament els hiverns són moderats amb temperatures mitjanes de 7 °C a 9 °C, i els estius calorosos, al voltant dels 24 °C de mitjana, donant com a resultat una amplitud tèrmica anual entre mitjana i alta. Només hi pot glaçar entre els mesos de novembre i març.

## Barcelonès
El clima del Barcelonès és Mediterrani de tipus Litoral Central. La precipitació mitjana anual està al voltant dels 600mm, essent els valors més elevats a prop de la Serralada Litoral. L'estació plujosa de l'any és la tardor, seguida de la primavera, i la seca l'estiu, sobretot el juliol. Pel que fa a les temperatures, els hiverns són suaus, amb mitjanes de 9 °C a 11 °C, les temperatures són més baixes a la zona més propera al Besòs i a la Zona Franca on les mínimes són més fredes i els estius calorosos, entre els 23 °C i 24 °C de mitjana, comportant una amplitud tèrmica anual moderada. Quasi mai glaça al centre de Barcelona. Aquesta anàlisi es fa a partir de les dades del 1971 al 2000.

## Berguedà
El clima del Berguedà és Mediterrani, de tipus Pirinenc i Prepirinenc a la meitat nord de la comarca i continental subhumit a la meitat sud. La precipitació mitjana anual augmenta progressivament a mesura que ens acostem al Pirineu, des dels 600 mm al sud fins als 1000 mm al Cadí i al Pedraforca. Les estacions plujoses són la primavera i l'estiu, i la seca és l'hivern, el qual és molt fred, amb mitjanes de 4 °C a -2 °C, i els estius calorosos al sud i suaus o frescos al nord, amb mitjanes de 15 °C a 23 °C. L'amplitud tèrmica anual és entre moderada i alta.

## Cerdanya
El clima de la Cerdanya és Mediterrani, de tipus Prepirinenc Occidental a la plana ceretana i Pirinenc Occidental a l'àrea del Puigpedrós. La precipitació mitjana anual queda molt condicionada per l'alçada, amb valors compresos entre els 700 mm a la plana i fins als gairebé 1000 mm als cims més alts, donantse els màxims a l'estiu i els mínims a l'hivern. Els hiverns són molt freds, entre 2 °C i -3 °C de mitjana i amb una marcada inversió tèrmica, i els estius suaus, entre 14 °C i 18 °C, amb una alta amplitud tèrmica tant anual com diària. Tot l'any hi pot glaçar.

## Conca de Barberà
La Conca de Barberà es troba a la zona de clima Mediterrani Continental Sec, en transició amb el Mediterrani Prelitoral Sud. La precipitació total anual és escassa, donant-se els màxims als equinoccis, mentre que els mínims es registren majoritàriament a l'hivern i als mesos de juliol i agost. Al sector sud de la comarca, en canvi, l'estació més seca és l'estiu. Termomètricament, els hiverns són moderats i els estius calorosos, amb una amplitud tèrmica alta. El període lliure de glaçades va des de maig fins a setembre. Aquesta anàlisi es fa a partir de les dades del 1971 al 2000.

## Garraf
El clima del Garraf és Mediterrani de tipus Litoral Sud. La precipitació mitjana anual es mou entre els 550 mm i 600 mm, produint-se els màxims al massís del Garraf. Pel que fa al règim pluviomètric, l'estació més plujosa és la tardor i les més seques l'estiu i l'hivern, tot i que és l'estiu l'època àrida de l'any, que abasta el juny i el juliol. Pel que fa a les temperatures, els hiverns són moderats, amb mitjanes de 7 °C a 9 °C, registrant-se els valors més alts a la línia de la costa, i els estius calorosos, entre 22 °C i 24 °C, així que l'amplitud tèrmica anual és moderada.

## Garrigues
El clima de les Garrigues és Mediterrani Continental Sec, amb una precipitació mitjana anual escassa, entre 400 mm i 450 mm, donant-se els màxims a la primavera i la tardor, i els mínims a l'hivern i a l'estiu. Pel que fa a la temperatura, els hiverns són freds, amb mitjanes de 4 °C a 5 °C, sobretot degut a la inversió tèrmica i les boires persistents i els estius són molt calorosos, amb mitjanes de 24 °C a 25 °C, essent l'amplitud tèrmica anual alta o molt alta. El període lliure de glaçades va de juny a setembre.

## Garrotxa
El clima de la Garrotxa és Mediterrani, de tipus Prepirinenc Oriental al seu sector nord-oest, i Prelitoral Nord al sud-est. És una comarca molt plujosa, amb valors mitjans anuals de 850 mm a 1100 mm, donant-se els màxims a les serralades. L'estació més seca de l'any és l'hivern i la resta de l'any és bastant equilibrat en el conjunt de la comarca. Els hiverns són freds, amb mitjanes de 4 °C a 7 °C, i els estius càlids, entre 17 °C i 22 °C, amb una amplitud tèrmica entre moderada i alta. El període lliure de glaçades va del mes de juny al setembre.

## Gironès
El Gironès té un clima Mediterrani Prelitoral Nord, exceptuant a la seva part més oriental i a l'extrem meridional, on es pot qualificar de Litoral. La precipitació mitjana anual augmenta en sentit SE–NW, registrant-se des de valors al voltant dels 650 mm fins a precipitacions abundants, al voltant dels 1000 mm a l'extrem nord-occidental. La màxima precipitació es dona a la tardor i a la primavera. Només el mes de juliol és àrid. Termomètricament els hiverns són moderats i els estius calorosos, sent l'amplitud tèrmica entre baixa i mitjana. El període lliure de glaçades va de maig a setembre. Aquesta anàlisi es fa a partir de les dades del 1971 al 2000.

## Maresme
El clima del Maresme és Mediterrani de tipus Litoral Central. La precipitació mitjana anual oscil·la entre els 550 mm i 800 mm, assolint-se els valors més alts al nord i a l'àrea del Montnegre i els més baixos al pobles costaners del sud de la comarca. L'estació plujosa és la tardor i la seca l'estiu. Pel que fa a la temperatura, els hiverns són moderats, amb mitjanes de 8 °C a 10 °C, i els estius calorosos, entre 22 °C i 23 °C de mitjana, comportant una amplitud tèrmica anual moderada. Només hi pot glaçar del novembre al març.

## Moianès
El clima del Moianès és Mediterrani Continental Subhumit, amb precipitació mitjana anual al voltant dels 800 mm i una temperatura mitjana de 10 °C a 12 °C. El règim pluviomètric mostra un mínim hivernal i màxims a la primavera i a la tardor. Pel que fa a la temperatura, els hiverns són freds a tota la comarca i els estius calorosos, especialment a les zones més baixes. L'amplitud tèrmica anual és alta, de fins a 20 °C, i el període lliure de glaçades va de juny a octubre.

## Montsià
El clima del Montsià és Mediterrani de tipus Litoral Sud, excepte a l'àrea dels Ports de Beseit on és de tipus Prelitoral Sud. La precipitació mitjana anual varia entre els 550 mm i 600 mm a bona part de la comarca, si bé, als Ports arriba als 900 mm. Els màxims es donen a la tardor i els mínims a l'estiu, sobretot a la costa. Els hiverns són freds a muntanya i suaus al Delta de l'Ebre, amb mitjanes de 5 °C a 11 °C, donant-se els valors més baixos a muntanya, i els estius són calorosos, amb temperatures entre 20 °C i 25 °C, comportant una amplitud tèrmica anual mitjana.

## Noguera
El clima de la Noguera és Mediterrani Continental Sec, si bé, a l'àrea del Montsec és de tipus Prepirinenc. La precipitació mitjana anual a gran part de la comarca és escassa, entre 400 mm i 550 mm. Els valors més baixos es donen a la banda meridional i els més alts a la meitat nord. Fins i tot, els valors assoleixen els 700 mm al Montsec. Les estacions més plujoses de l'any són les equinoccials, sobretot la primavera. Els hiverns són freds, amb mitjanes de 3 °C a 5 °C, i els estius calorosos, entre 23 °C i 25 °C. Al Montsec aquests valors són més baixos. El període lliure de glaçades comprèn els mesos de maig a setembre. Aquesta anàlisi es fa a partir de les dades del 1961 al 1990.

## Osona
El clima d'Osona és Mediterrani Continental Humit, tot i que als relleus del nord (àrea prepirinenca) i de l'est (Montseny, Guilleries i Collsacabra) la precipitació és abundant o molt abundant i la temperatura és més baixa. La precipitació cau de manera regular durant tot l'any, però l'hivern és l'estació més seca. Pel que fa a la temperatura, l'estiu és calorós a la Plana de Vic i més fresc a la resta. L'hivern és fred a tota la comarca, amb inversió tèrmica i boires que afecten sovint la plana. L'amplitud tèrmica és alta al centre i oest de la comarca i només l'estiu queda lliure de la possibilitat de glaçades. Aquesta anàlisi es fa a partir de les dades del 1971 al 2000.

## Pallars Jussà
El clima al Pallars Jussà està condicionat per la topografia, a gran part de la comarca és Mediterrani Prepirinenc Occidental, si bé al terç nord, que comprèn les parts més elevades, és Mediterrani Pirinenc Occidental. La distribució de la precipitació és irregular, amb un total anual escàs i un règim pluviomètric que varia segons la zona, és PTEH al sud de la comarca, EPTH a la zona central, PETH al nord i TPEH a les zones de muntanya. Pel que fa al règim tèrmic, els hiverns són freds i fora dels indrets d'alta muntanya els estius són calorosos. El període lliure de glaçades comprèn els mesos de maig a octubre. Aquesta anàlisi es fa a partir de les dades del 1961 al 1990.

## Pallars Sobirà
Situada entre els 600 m d'altitud del Congost de Collegats i els 3.143 m de la Pica d'Estats, el Pallars Sobirà té un clima molt condicionat per l'orografia. És de tipus Mediterrani Prepirinenc Occidental al sud de la comarca, Mediterrani Pirinenc Occidental més al nord i amb trets oceànics a l'àrea de contacte amb la Vall d'Aran. La precipitació mitjana anual oscil·la entre els 700 mm del fons de les valls i els més de 1000 mm de les capçaleres. L'estiu sol ser l'estació més plujosa, mentre que l'hivern és la més seca. Pel que fa a la temperatura, els hiverns són molt freds i els estius són suaus a les zones baixes i frescos a l'alta muntanya. Aquesta anàlisi es fa a partir de les dades del 1971 al 2000.

## Pla d'Urgell
El clima del Pla d'Urgell és un clima Mediterrani Continentalitzat amb una distribució de la precipitació irregular amb dos màxims, la tardor i la primavera, i un total anual escàs. El règim tèrmic és calorós a l'estiu i fred a l'hivern. L'aridesa és acusada, amb quatre mesos àrids. El període lliure de glaçades tan sols comprèn els tres mesos d'estiu i el de setembre. Aquesta anàlisi es fa a partir de les dades del 1971 al 2000.

## Pla de l'Estany
El clima del Pla de l'Estany és Mediterrani de tipus Prelitoral Nord. És una comarca plujosa, amb valors mitjans anuals que augmenten progressivament dels 700 mm als 900 mm a mesura que ens aproximem a la Garrotxa. Les estacions plujoses són les equinoccials, mentre que l'estació seca és l'hivern a la banda més propera a la Garrotxa i l'estiu al sector més oriental. De fet, els estius són calorosos, amb mitjanes d'uns 23 °C a 24 °C, i els hiverns freds, al voltant dels 7 °C, comportant una amplitud tèrmica anual moderada. No hi sol glaçar entre el maig i l'octubre.

## Priorat
El clima del Priorat és Mediterrani Prelitoral Nord, malgrat que l'extrem oest presenta característiques del clima Mediterrani Continental Sec. El total anual a la comarca és escàs amb una distribució irregular de la precipitació. Trobem dues zones amb trets diferenciats, la zona del Montsant on el règim pluviomètric és PTEH i el règim tèrmic és fresc a l'estiu i fred a l'hivern, i la resta de la comarca on el règim pluviomètric és TPHE. El règim tèrmic a l'estiu és calorós. L'amplitud tèrmica anual és elevada arribant a valors molt elevats. El mes de juliol destaca per la seva aridesa. El període lliure de glaçades comprèn els mesos de maig a octubre. Aquesta anàlisi es fa a partir de les dades del 1971 al 2000.

## Ribera d'Ebre
El clima a la Ribera d'Ebre és Mediterrani Litoral Sud a la part meridional de la comarca i Mediterrani Continental Sec a la part septentrional. La distribució de la precipitació és irregular i amb un total anual escàs. L'estació més plujosa és la tardor i la menys plujosa l'estiu, amb un període àrid que comprèn els tres mesos. El règim tèrmic es caracteritza per estius calorosos i hiverns moderats més acusats a mesura que pugem en altura. El període lliure de glaçades comprèn els mesos de maig fins a octubre. Si bé són remarcables les abundants boires a l'hivern al voltant del riu Ebre. Aquesta anàlisi es fa a partir de les dades del 1971 al 2000.

## Ripollès
El clima del Ripollès és Mediterrani, de tipus Pirinenc Oriental a la banda pirinenca i Prepirinenc Oriental a la banda prepirinenca. És una comarca molt plujosa, amb valors mitjans anuals de 900 mm a 1200 mm, registrant-se els valors més alts a les serres més altes del sector pirinenc. Els màxims pluviomètrics són a l'estiu i els mínims a l'hivern. I pel que fa a les temperatures, els hiverns són molt freds, amb mitjanes de 3 °C a -3 °C, i els estius suaus, entre 14 °C i 20 °C, amb una amplitud tèrmica anual alta a les valls i moderada a les serralades. Tot l'any hi pot glaçar.

## Segarra
El clima de la Segarra és Mediterrani Continental Sec, amb una precipitació mitjana anual escassa, entre 400 mm i 550 mm a gran part de la comarca, amb un màxim equinoccial i un mínim a l'hivern. Pel que fa a la temperatura, els hiverns són freds, amb mitjanes d'entre 3 °C i 4 °C sobretot degut a les boires persistents dels mesos de desembre i gener, i els estius calorosos, entre 23 °C i 24 °C de mitjana, essent l'amplitud tèrmica anual alta. El període lliure de glaçades va de juny a setembre.

## Segrià
El clima del Segrià és Mediterrani Continental Sec, amb una distribució de la precipitació irregular i un total anual escàs. Destaca la carència de pluges importants durant el període estival, essent així, una estació àrida a la comarca. El màxim de precipitació es produeix a la primavera al nord de la comarca, en canvi, al centre i sud, aquest pic es troba a la tardor. El règim tèrmic és calorós a l'estiu i fred a l'hivern, de manera que es genera una amplitud tèrmica alta, encara més acusada al nord. El període lliure de glaçades queda comprès entre els mesos de maig i octubre inclosos. Aquesta anàlisi es fa a partir de les dades del 1971 al 2000.

## Selva
El clima de la Selva és Mediterrani Prelitoral Nord, amb una distribució regular de la precipitació al llarg de l'any, a excepció de la zona litoral que té un clima Mediterrani Litoral Nord. El règim pluviomètric és TPHE a gran part de la comarca, tret de l'extrem més interior on és TPEH i a la zona en contacte amb la Garrotxa i Osona on és PTEH. Al litoral i prelitoral el total anual és escàs, augmentant fins a arribar a valors abundants i molt abundants a la zona del Montseny. En relació al règim tèrmic, l'estiu és calorós amb un hivern moderat, tot i que a l'extrem nord-oest trobem estius moderats i hiverns freds. L'amplitud tèrmica anual és moderada a la costa i alta a l'interior. Destaca en aridesa el mes de juliol. El període lliure de glaçades queda comprès entre els mesos de maig i setembre. Aquesta anàlisi es fa a partir de les dades del 1971 al 2000.

## Solsonès
El clima del Solsonès és Mediterrani de tipus Pirinenc i Prepirinenc a l'extrem nord, i Continental subhumit a la resta. La precipitació mitjana anual a la major part de la comarca està compresa entre els 600 mm i 750 mm, si bé, al Prepirineu els valors assoleixen els 900 mm, i els valors més baixos es donen al sud i sud-oest. Els màxims pluviomètrics solen donar-se a les estacions equinoccials i els mínims a l'hivern, el qual és molt fred, entre 4 °C i -2 °C de mitjana, i els estius són moderats, entre 16 °C i 22 °C de mitjana, amb una amplitud tèrmica anual entre moderada i alta.

## Tarragonès
El clima del Tarragonès és Mediterrani Litoral Sud. La distribució de la precipitació és irregular, amb un total anual escàs. L'estació més plujosa és la tardor i la menys plujosa és l'estiu al sud del cap de Salou i l'hivern al nord. El període àrid comprèn els mesos de juny i juliol, si bé trobem un durant el mes de febrer. El règim tèrmic de tota la comarca es caracteritza per tenir estius calorosos i hiverns moderats. Les glaçades són poc freqüents, exceptuant els tres mesos d'hivern la resta de l'any és un període lliure de glaçades. Aquesta anàlisi es fa a partir de les dades del 1971 al 2000.

## Terra Alta
El clima de la Terra Alta és Mediterrani de tipus Prelitoral Sud a l'àrea dels Ports de Beseit i Continental Sec a la major part de la comarca, amb precipitacions mitjanes anuals que disminueixen de sud a nord, des dels 650 mm fins als 400 mm a tocar de la Ribera d'Ebre, donant-se els màxims als equinoccis i els mínims a l'estiu. Els hiverns són freds, amb mitjanes de 5 °C a 7 °C, i els estius molt calorosos fora de l'àrea muntanyosa, amb mitjanes de 23 °C a 25 °C, comportant una amplitud tèrmica anual elevada. No hi glaça de juny a setembre.

## Urgell
El clima de l'Urgell és Mediterrani Continental Sec. La distribució de la precipitació és irregular, amb dos màxims a la primavera i a la tardor i un total anual escàs. D'aquests dos màxims, destaca el de la primavera al nord de la comarca i, en canvi, el de la tardor al sud. Dels mínims de precipitació de l'hivern i l'estiu, no hi ha cap d'ells que destaqui per sobre de l'altre. El règim tèrmic és calorós a l'estiu i fred a l'hivern, implicant una amplitud tèrmica molt alta, tret de l'extrem sud on no és tan acusada. A més, els mesos estivals es consideren àrids. El període lliure de glaçades comprèn entre els mesos de maig i setembre inclosos. Aquesta anàlisi es fa a partir de les dades del 1971 al 2000.

## Vall d'Aran
La Vall d'Aran és l'únic indret de Catalunya que té un clima diferent al mediterrani: l'Oceànic. La precipitació mitjana anual és elevada, al voltant dels 900 mm, repartida de forma molt regular durant tot l'any. Al trobar-se en l'àrea pirinenca, les temperatures hivernals són fredes, amb mitjanes de les mínimes per sota dels 0 °C al fons de la vall i més extremes als cims, i els estius suaus, amb mitjanes de 17 °C a la vall i 14 °C a la muntanya. El període lliure de glaçades s'estén entre els mesos estivals: juny, juliol i agost. Aquesta anàlisi es fa a partir de les dades del 1961 al 1990.

## Vallès Occidental
El clima del Vallès Occidental és Mediterrani de tipus Prelitoral Central. La precipitació mitjana anual està compresa entre els 600 mm i 650 mm a bona part de la comarca, assolint-se valors propers als 800 mm a la Serra de la Mola. Els màxims solen enregistrar-se a la tardor i els mínims a l'estiu, tot i que a la serra Prelitoral aquests es donen a l'hivern. Tèrmicament els hiverns són freds,amb temperatures entre 6 °C i 8 °C de mitjana, i els estius calorosos, entre 22 °C i 23 °C de mitjana, comportant una amplitud tèrmica anual moderada. No hi glaça de juny a octubre.

## Vallès Oriental
El clima del Vallès Oriental és diferent segons la zona degut a l'orografia del terreny, és Mediterrani Prelitoral Central a la plana del Vallès, Mediterrani Prelitoral Nord al massís del Montseny i al sud de l'altiplà del Moianès és Mediterrani Continental. La distribució de la precipitació és irregular, amb un total anual escàs exceptuant les parts més elevades on el total anual és abundant. Distingim dos règims pluviomètrics estacionals diferents, TPEH a la meitat oriental i TPHE a la meitat occidental de la comarca. Pel que fa al règim tèrmic, fora dels indrets de muntanya, els estius són calorosos i els hiverns són moderats. El període lliure de glaçades abasta tan sols 5 mesos, de maig a setembre. Cal destacar les freqüents inversions tèrmiques sobretot a l'hivern a la depressió del Vallès. Aquesta anàlisi es fa a partir de les dades del 1971 al 2000.